# Список депутатів Київської міської ради скликання з 2020 року
Депутати Київської міської ради 9 скликання
1. Андронов Владислав Євгенович
2. Андрусишин Володимир Йосифович
3. Ар'єва Ярина Володимирівна
4. Артеменко Сергій Вікторович
5. Ахметов Рустем Сафіуллович
6. Баленко Ігор Миколайович
7. Банас Дмитро Миколайович
8. Берікашвілі Наталія Володимирівна
9. Білоцерковець Дмитро Олександрович
10. Богатов Костянтин Володимирович
11. Бойченко Павло Іванович
12. Бондаренко Володимир Володимирович
13. Брагінський Віктор Володимирович
14. Бровченко Костянтин Михайлович
15. Бродський Олександр Якович
16. Букало Олена Юріївна
17. Бурдукова Вікторія Вадимівна
18. Васильчук Вадим Васильович
19. Веремеєнко Ольга Леонідівна
20. Вітренко Андрій Олександрович
21. Габібуллаєва Дінара Тарлан кизи
22. Галайчук Ігор Васильович
23. Глімбовська Катерина Олександрівна
24. Говорова Олена Іванівна
25. Гончаров Володимир Валентинович
26. Гончаров Олександр Володимирович
27. Грушко Віктор Валентинович
28. Ємець Леонід Олександрович
29. Задерейко Андрій Іванович
30. Зантарая Георгій Малхазович
31. Зубко Юрій Григорович
32. Зубрицька Олеся Михайлівна
33. Іванченко Вадим Анатолійович
34. Іщенко Михайло Володимирович
35. Калініченко Дмитро Юрійович
36. Кириленко Ігор Іванович
37. Кириченко Катерина Володимирівна
38. Ковалевська Людмила Олександрівна
39. Коваленко Ганна Миколаївна
40. Козак Тарас Мирославович
41. Кононенко Віктор Іонасович
42. Конопелько Микола Володимирович
43. Костюшко Олег Петрович
44. Кравець Володимир Андрійович
45. Криворучко Тарас Григорович
46. Кримчак Сергій Олександрович
47. Кузьменко Євген Андрійович
48. Кулеба Євгенія Анатоліївна
49. Кушнір Ілля Ігорович (Петрівська Леся Станіславівна)
50. Левченко Олег Анатолійович
51. Лимар Юлія Володимирівна
52. Лінчевський Олександр Володимирович
53. Макаренко Максим Анатолійович
54. Маленко Григорій Сергійович
55. Маляревич Олесь Вікторович
56. Мамоян Сергій Чолоєвич
57. Марченко Олена Львівна
58. Михайлова Аліна Артурівна
59. Міщенко Олександр Григорович
60. Мондриївський Валентин Миколайович
61. Москаль Денис Денисович
62. Муха Вікторія Вячеславівна
63. Наконечний Михайло Васильович
64. Непоп Вячеслав Іванович
65. Нестор Віталій Романович
66. Нефьодов Максим Євгенович
67. Никорак Ірина Петрівна
68. Овраменко Олена Вікторівна
69. Окопний Олексій Юрійович
70. Опадчий Ігор Михайлович
71. Павлик Віталій Андрійович
72. Пастухова Наталія Юзьківна
73. Пашинна Лілія Василівна
74. Пинзеник Олеся Олександрівна
75. Плужник Олександр Анатолійович
76. Погребиський Олександр Ігорович
77. Попатенко Василь Сергійович
78. Попов Олександр Павлович
79. Порайко Андрій Миколайович
80. Порошенко Марина Анатоліївна
81. Присяжнюк Михайло Олексійович
82. Прокопів Володимир Володимирович
83. Романюк Роман Сергійович
84. Самолудченко Олеся Анатоліївна
85. Свириденко Ганна Вікторівна
86. Семенова Ксенія Ігорівна
87. Симуніна Юлія Миколаївна
88. Слончак Володимир Вікторович
89. Смірнова Мирослава Михайлівна
90. Старостенко Ганна Вікторівна
91. Сторожук Вадим Павлович
92. Странніков Андрій Миколайович
93. Сулига Юрій Анатолійович
94. Супрун Олександр Сергійович
95. Таран Сергій Вікторович
96. Терентьєв Михайло Олександрович
97. Тимощук Богдана Анатоліївна
98. Тимченко Олександр Сергійович
99. Тихонович Юрій Станіславович
100. Товмасян Ваган Робертович
101. Трубіцин Владислав Сергійович
102. Турець Владислав Володимирович
103. Уласик Юлія Олександрівна
104. Усов Костянтин Глібович
105. Федоренко Юрій Сергійович
106. Федоренко Ярослав Юрійович
107. Хацевич Ігор Мирославович
108. Царенко Михайло Олександрович
109. Чайка Ольга Юріївна
110. Чорній Богдан Петрович
111. Шаповал Анатолій Анатолійович
112. Шлапак Алла Василівна
113. Шовковський Олександр Володимирович
114. Шпак Ігор В'ячеславович
115. Яловий Володимир Борисович
116. Ярмоленко Інна Олександрівна
117. Ярмоленко Юлія Олександрівна
118. Ярош Зоя Володимирівна
119. Ярошенко Роман Валерійович
120. Ясинський Георгій Ігорович